# Matthias Weber (Historiker)

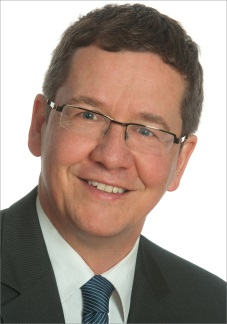
Matthias Weber (2014)

Matthias Weber (* 22. Juni 1961 in Ludwigsburg) ist ein deutscher Historiker und Direktor des Bundesinstituts für Kultur und Geschichte der Deutschen im östlichen Europa (BKGE). Zu seinen Arbeitsschwerpunkten gehören die Geschichte Schlesiens, deutsche Rechtsgeschichte der Frühen Neuzeit sowie deutsch-ostmitteleuropäische Beziehungen in der Neuzeit.

## Leben
Weber studierte an der Universität Stuttgart Geschichtswissenschaft und Germanistik und legte 1985 das Staatsexamen ab. 1989 promovierte er bei Norbert Conrads mit einer Dissertation über Das Verhältnis Schlesiens zum Alten Reich in der Frühen Neuzeit. 1996 erfolgte die Habilitation für „Neuere Geschichte und Deutsche Landesgeschichte“ an der Carl von Ossietzky Universität Oldenburg mit einer Arbeit zum Thema Die schlesischen Polizei- und Landesordnungen der Frühen Neuzeit. Von 1985 bis 1990 war Weber wissenschaftlicher Mitarbeiter am Historischen Institut der Universität Stuttgart, ab 1990 wissenschaftlicher Mitarbeiter am Bundesinstitut für Kultur und Geschichte der Deutschen im östlichen Europa (BKGE) in Oldenburg, dessen Direktor er seit 2004 ist. Seit 1999 ist er zudem außerplanmäßiger Professor an der Carl von Ossietzky Universität Oldenburg.
Weber leitete internationale Forschungsprojekte mit Partnern in Ostmitteleuropa, verfasste mehrere Monografien und zahlreiche Aufsätze, ist Herausgeber und Mitherausgeber von zahlreichen wissenschaftlichen und populärwissenschaftlichen Sammelbänden, Schriftenreihen sowie Mitglied wissenschaftlicher Gremien:
- Historische Kommission für Schlesien
- Verband der Osteuropahistorikerinnen und -historiker (VOH)
- Johann Gottfried Herder-Forschungsrat
- Deutsch-polnische Gesellschaft der Universität Wrocław (Breslau)
- Wissenschaftlicher Beirat der Zeitschrift Śląska Republika Uczonych/Schlesische Gelehrtenrepublik/Slezská Vědecká Obec
- Lenkungsausschuss des Europäischen Netzwerks Erinnerung und Solidarität
- Wissenschaftlicher Beirat des Museums Friedland (Vorsitzender)

## Auszeichnungen
- 1991: Wissenschaftspreis der Stiftung Ostdeutscher Kulturrat
- 2013: Sonderpreis der Deutsch-Polnischen Gesellschaft der Universität Wrocław (Breslau)
- 2018: Preis der Fürstin Hedwig von Schlesien, verliehen von der Stadt und der Universität Breslau/Wrocław und dem Schlesischen Salon
- 2020: Kulturpreis Schlesien des Landes Niedersachsen

## Publikationen (Auswahl)

### Monographien
- Das Verhältnis Schlesiens zum Alten Reich in der Frühen Neuzeit. Köln / Weimar / Wien 1992, ISBN 3-412-09291-6.
- Die schlesischen Polizei- und Landesordnungen der Frühen Neuzeit. Köln / Weimar / Wien 1996, ISBN 3-412-09295-9.
- Die Reichspolizeiordnungen von 1530, 1548 und 1577. Historische Einführung und Edition. Frankfurt am Main 2002, ISBN 3-465-03171-7.

### Herausgeberschaften
Periodika
- Jahrbuch des Bundesinstituts für Kultur und Geschichte der Deutschen im östlichen Europa. ISSN 0945-2362.
- mit J. Rydel u. a.: Remembrance and Solidarity. Studies in 20th Century European History. ISSN 2084-3518.

Sammelbände und weitere Werke
- Deutschlands Osten – Polens Westen. Vergleichende Studien zur geschichtlichen Landeskunde. Frankfurt am Main u. a. 2001, ISBN 3-631-37648-0.
- Preußen in Ostmitteleuropa. Geschehensgeschichte und Verstehensgeschichte. München 2003, ISBN 3-486-56718-7.
- mit Gert von Pistohlkors: Staatliche Einheit und nationale Vielfalt im Baltikum. München 2005, ISBN 3-486-56718-7.
- mit J. Harasimowicz: Adel in Schlesien. Band 1: Herrschaft, Kultur, Selbstdarstellung. München 2010, ISBN 978-3-486-58877-4.
- mit B. Olschowsky u. a.: Erinnerungsorte in Ostmitteleuropa. Erfahrungen der Vergangenheit und Perspektiven. München 2011, ISBN 978-3-486-70244-6.
- mit Marek Hałub: Mein Schlesien – Meine Schlesier. Zugänge und Sichtweisen / Mój Śląsk – moi Ślązacy. Eksploracje i Obserwacje. 2 Bände, Leipzig 2011 und 2014, ISBN 978-3-86583-596-3 (polnisch, deutsch).
- mit Dieter Bingen, Marek Hałub: Mein Polen – meine Polen. Zugänge und Sichtweisen. Wiesbaden 2016; polnisch: Moja Polska – moi Polacy. Eksploracje i obserwacje. Warszawa 2016.
- mit Volker Gerhardt, Maja Schepelmann: Immanuel Kant 1724–2024. Ein europäischer Denker. Berlin/Boston 2022, ISBN 978-3-11-076281-5.